# Att vara eller icke vara
Att vara eller icke vara (originaltitel: To Be or Not to Be) är en amerikansk komedifilm från 1942 i regi av Ernst Lubitsch. 1983 gjorde Mel Brooks en nyinspelning av filmen som fick titeln Att vara eller inte vara eller Det våras för Hamlet.

## Rollista i urval
- Carole Lombard - Maria Tura
- Jack Benny - Joseph Tura
- Robert Stack - Lt. Stanislav Sobinski
- Felix Bressart - Greenberg
- Lionel Atwill - Rawich
- Stanley Ridges - Professor Alexander Siletsky
- Sig Ruman - Col. Ehrhardt
- Tom Dugan - Bronski